# Гленмонт (станция метро)
Гленмонт (англ. Glenmont) — конечная подземная станция Вашингтонгского метро на Красной линии. Она представлена одной островной платформой. Гленмонт является единственной станцией на Красной линии с шестикессонным арочным дизайном; подобный дизайн также присутствует у станций Зелёной линии. Станция обслуживается Washington Metropolitan Area Transit Authority. Расположена на территории невключённой общины Гленмонт на пересечении Джорджия-авеню и Лайхилл-роад (Мэриленд роут №182), которую и обслуживает наряду с Аспен-Хилл. Поблизости расположены Сады Бруксайд, Уитонский региональный парк и несколько школ.
Станция была открыта 25 июля 1998 года.

## Режим работы
Открытие — 4:50
Отправление первого поезда в направлении:
- ст. Шейди-Гроув — 5:00

Отправление последнего поезда в направлении:
- ст. Шейди-Гроув — 23:37